# 布瓦索 (卢瓦-谢尔省)
布瓦索（法語：Boisseau，法語發音：[bwaso] ⓘ）是法国卢瓦-谢尔省的一个市镇，属于布卢瓦区。

## 地理
布瓦索（47°46'20"N, 1°17'48"E）面积8.06 平方千米，位于法国中央-卢瓦尔河谷大区卢瓦-谢尔省，该省份为法国中北部省份，北起厄尔-卢瓦省，东北接卢瓦雷省，东南接谢尔省，南至安德尔省，西南接安德尔-卢瓦尔省，西北接萨尔特省。
与布瓦索接壤的市镇（或旧市镇、城区）包括：科南、马沃、罗东、弗鲁维尔新城、新乌克。

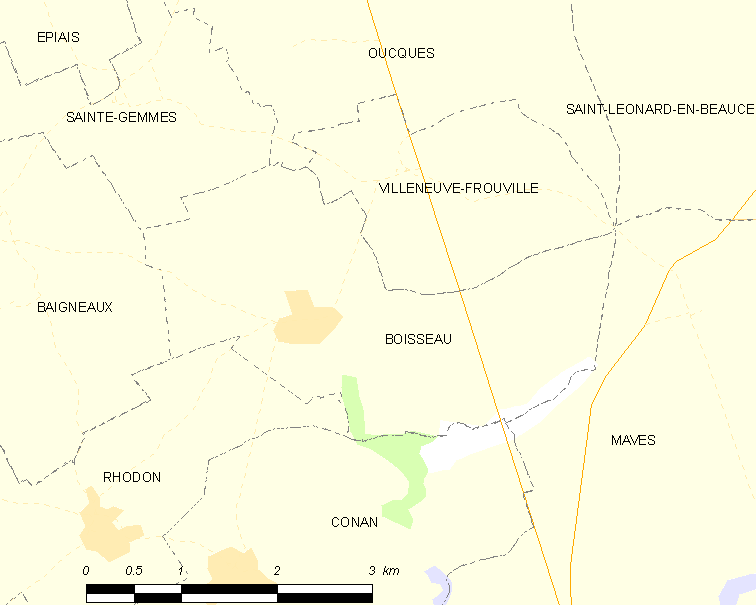
的OSM定位图

布瓦索的时区为UTC+01:00、UTC+02:00（夏令时）。

## 行政
布瓦索的邮政编码为41290，INSEE市镇编码为41019。

## 政治
布瓦索所属的省级选区为拉博斯县。

## 人口

1962-2008年间人口变化图示

布瓦索于2022年1月1日时的人口数量为104人。